# Albemarle (Caroline du Nord)
Pour les articles homonymes, voir Albemarle.
La ville d’Albemarle (en anglais [ˈælbəˌmɑːrl]) est le siège du comté de Stanly, situé dans l’État de Caroline du Nord, aux États-Unis. Sa population s’élevait à 15 903 habitants lors du recensement de 2010, estimée à 15 977 habitants en 2017.

## Démographie
| Groupe            | Albemarle | Caroline du Nord | États-Unis |
| ----------------- | --------- | ---------------- | ---------- |
| Blancs            | 70,1      | 68,5             | 72,4       |
| Afro-Américains   | 22,4      | 21,5             | 12,6       |
| Asiatiques        | 2,9       | 2,2              | 4,8        |
| Autres            | 2,4       | 4,4              | 6,4        |
| Métis             | 1,8       | 2,2              | 2,9        |
| Amérindiens       | 0,3       | 1,3              | 0,9        |
| Total             | 100       | 100              | 100        |
|                   |           |                  |            |
| Latino-Américains | 4,5       | 8,4              | 16,7       |

Selon l'American Community Survey, pour la période 2011-2015, 94,96 % de la population âgée de plus de 5 ans déclare parler anglais à la maison alors que 2,56 % déclare parler l'espagnol, 0,95 % une langue hmong, 0,67 % une langue chinoise et 1,36 % une autre langue.
Entre 2012 et 2016, le revenu par habitant était en moyenne de 20 679 dollars par an, en dessous de la moyenne de la Caroline du Nord (26 779 dollars) et des États-Unis (29 829 dollars). De plus, seulement 25 % des habitants de Albemarle vivaient sous le seuil de pauvreté (contre 15,4 % dans l'État et 12,7 % à l'échelle du pays).
| 1890 | 1900  | 1910  | 1920  | 1930  | 1940  |
| ---- | ----- | ----- | ----- | ----- | ----- |
| 248  | 1 382 | 2 116 | 2 691 | 3 493 | 4 060 |

| 1950   | 1960   | 1970   | 1980   | 1990   | 2000   |
| ------ | ------ | ------ | ------ | ------ | ------ |
| 11 798 | 12 261 | 11 126 | 15 110 | 14 939 | 15 680 |

| 2010   | - | - | - | - | - |
| ------ | - | - | - | - | - |
| 15 903 | - | - | - | - | - |

## Source
- (en) Cet article est partiellement ou en totalité issu de l’article de Wikipédia en anglais intitulé « Albemarle, North Carolina » (voir la liste des auteurs).

1. ↑  (en) « Albemarle, NC Population - Census 2010 and 2000 », sur censusviewer.com.
2. ↑  (en) « Population of North Carolina - Census 2010 and 2000 », sur censusviewer.com.
3. ↑  (en) « Language spoken at home by ability to speak English for the population 5 years and over », sur factfinder.census.gov.
4. ↑  (en-US) « U.S. Census Bureau QuickFacts: Albemarle city, North Carolina; North Carolina; UNITED STATES », sur Census Bureau QuickFacts (consulté le 20 avril 2018).
5. ↑  (en) « Statistiques des États-Unis - Profils des communautés de 2010 » (consulté en novembre 2020)